# Fe i llibertat
Fe i llibertat (originalment, Nun of Your Business) és una pel·lícula documental de 2020 en croat dirigida per Ivana Marinić Kragić. Segueix la vida de dues joves monges que busquen l'equilibri entre la seva orientació sexual i la seva fe per lluitar per una relació que la societat i les comunitats religioses no accepten. Les dues viuen en dos convents diferents de Croàcia. Desil·lusionades amb l'Església, plenes de contradiccions i impulsades pel seu amor, prenen la decisió d'abandonar el convent i començar una nova vida juntes.
El 2020 va guanyar el Premi del Públic a la millor pel·lícula al Festival Internacional de Documentals ZagrebDox. L'any següent va obtenir el Premi Dandelion a la millor pel·lícula al Festival de Cinema UnderhillFest, la Menció d'Honor del Festival de Cinema Astra i el premi Lateral/LGTBIQ+ al Festival Internacional de Cinema Documental de Buenos Aires.
El 5 de maig de 2022 es va estrenar la versió subtitulada al català en el marc de la iniciativa Docs del Mes, vinculada al festival DocsBarcelona.